# Паррадо, Нандо
Нандо (Фернандо) Паррадо (исп. Fernando Parrado) (род. 9 декабря 1949, Монтевидео, Уругвай) — один из 16 пассажиров рейса 571 ВВС Уругвая, выживших в авиакатастрофе 13 октября 1972 года в Андах. Вместе со своим другом Роберто Канессой совершил 65-километровый переход через Анды и привёл в горы спасателей к другим пассажирам рейса 571, оставшимся благодаря этому в живых.

## Биография
Родился в семье, принадлежавшей к среднему классу. Кроме Нандо, у родителей было ещё двое детей, старшая сестра Грасиела и младшая Сусана. Проходил обучение в колледже Stella Maris. С раннего детства любил заниматься спортом, особенно хорошо играл в регби, был капитаном команды колледжа по регби «Олд Кристианс». В 1972 году вместе с командой регбистов-юниоров вылетел в Чили на международную встречу. Однако в результате ошибки пилота самолёт, на котором летела команда, потерпел крушение в Андах. Мать и младшая сестра, летевшие вместе с Нандо, погибли в этой авиакатастрофе. Совершив вместе со своим другом Роберто Канесса 11-дневный переход через заснеженные и морозные Анды без снаряжения, карты, продовольствия и тёплой одежды, преодолев свыше 60 км тяжелейшего горного пути, обессиленные, у горной речки ребята встретили чилийского пастуха Серхио Каталана, который рассказал о них людям. Нандо и Роберто спаслись сами и привели спасателей в горы к другим выжившим в крушении пассажирам рейса 571, оставшимся благодаря их подвигу жить дальше.
Вскоре после спасения Нандо Паррадо в сотрудничестве с Пирсом Полом Ридом написал книгу-реконструкцию своих воспоминаний о рейсе 571, которая стала бестселлером. Позднее, спустя 20 лет, был консультантом фильма «Живые», поставленного по книге, где его роль сыграл актёр Итан Хоук.
Нандо Паррадо стал бизнесменом, увлекся гонками, спортом. Женился, у него две дочери — Вероника и Сесилия. Стал президентом семейной компании Seler Parrado S.A., основал две телевизионные и одну кабельную медиакомпании.